# Antodynerus aureosericeus
Antodynerus aureosericeus är en stekelart som först beskrevs av Meade-waldo 1915.  Antodynerus aureosericeus ingår i släktet Antodynerus och familjen Eumenidae. Utöver nominatformen finns också underarten A. a. nuntius.